# 분노의 질주: 더 오리지널
《분노의 질주: 더 오리지널》(영어: Fast & Furious)은 2007년 7월 공개된 후 2009년에 개봉된 미국의 스트리트 레이싱 액션 영화이자 분노의 질주 시리즈의 4번째 영화이다.

## 줄거리
브라이언의 도움으로 미국을 떠난 지 5년 후, 도미닉 토레토와 연인 레티, 한 등은 도미니카 공화국에서 유류 트럭을 강탈하며 지냈다. 그러다 결국 경찰에 위치가 노출되자, 한은 도미닉에게 흩어지자고 제안한다. 한은 일본 도쿄로, 도미닉은 파나마로 간다. 3개월 뒤 파나마시티에서 도미닉은 여동생 미아의 전화를 받는다. 레티가 죽었다는 것이었다. 황급히 미국 로스앤젤레스로 귀국한 도미닉은 도망자 신분이기에 레티의 장례식에도 참석하지 못한다. 미아는 레티가 자동차 사고로 죽었다고 말해주고, 도미닉은 사고 현장에서 니트로메탄의 흔적을 발견한다. 도미닉은 판매자를 협박해서 '데이비드 박'이란 자가 니트로메탄을 주문했고, 녹색 포드 토리노 차량이 니트로메탄을 사용한다는 것을 알아낸다.
한편 브라이언은 FBI 요원으로 복귀하여, 멕시코 마약왕인 브라가라는 자를 추적하고 있었다. 그리고 브라가의 연락책이 데이비드 박이었다. 브라이언이 박의 집에 도착하니 도미닉이 먼저 와서 박을 협박하고 있었다. 박은 브라가를 만나고 싶다면 공도 레이싱을 하러 가보라고 실토하고, 브라이언이 박을 데려간다. 레이싱장에 나타난 브라가의 부하 지젤은 레이싱 우승자가 브라가의 일을 하게 될 것이라고 말한다. 레이싱이 벌어지고 도미닉은 브라이언의 차를 들이받는 반칙을 하며 우승을 거머쥔다. 분개한 브라이언은 대신 FBI 요원의 권력으로 드와이트라는 다른 경쟁자를 거짓 혐의로 체포해 버리고 자신이 그 자리를 꿰찬다.
브라이언과 도미닉은 브라가 조직의 2인자라는 캄포스와 만나고, 곧 멕시코와 미국 국경을 넘어 마약을 운반하는 일을 맡게 된다. 그곳에서 도미닉은 브라가의 또 다른 부하인 피닉스가 녹색 토리노를 탄다는 것을 발견한다. 국경 터널을 이용해 감시를 따돌리는 데 성공하자, 도미닉은 피닉스를 추궁하고 그는 자신이 레티를 죽였다고 토로한다. 분노한 도미닉은 일행의 차를 전부 폭파시키고 6천만 달러 상당의 마약을 챙겨 브라이언과 함께 달아난다. 두 사람은 경찰의 차량 보관소에 마약을 숨기고 로스앤젤레스의 도미닉의 집으로 가서, 미아와 재회한다.
브라이언이 미아와의 관계를 회복했을 때 도미닉은 레티의 휴대폰을 브라이언이 가지고 있다는 것을 발견한다. 도미닉이 대노해서 브라이언을 두들겨 패자, 브라이언은 진상을 말해준다. 레티가 도미닉의 신분을 회복시켜주기 위해 자진해서 브라가 검거 작전에 참여했다가 살해당했다는 것이었다. 망연해진 도미닉에게 브라이언은 브라가 작전을 도와주면 FBI에서 도미닉을 구제해준다는 사법거래를 했다면서, 도미닉에게 도움을 요청한다. 도미닉은 지젤을 통해 캄포스에게 연락해서, 마약을 돌려받으려면 돈과 함께 브라가를 직접 데리고 오라고 요구한다.
두 사람은 접선 장소에 나간다. 하지만 브라가의 진짜 정체는 캄포스였으며, 둘을 함정에 빠뜨리고 피닉스와 함께 달아난다. 혼란의 와중 피닉스가 지젤을 차로 들이받으려고 하자, 도미닉이 그녀를 구한다. 그 보답으로 이후 지젤은 캄포스가 도망친 곳을 알려준다. 멕시코의 한 교회에 몸을 숨긴 캄포스를 브라이언과 도미닉이 생포하여 도주하고 피닉스와 부하들이 뒤쫓는다. 브라이언이 피닉스의 총에 죽기 일보직전 도미닉이 차로 피닉스를 들이받아 죽임으로써 레티의 원수를 갚는다. 곧 경찰 헬리콥터가 도착하자 브라이언은 도미닉에게 몸을 숨기라고 하지만, 도미닉은 더 이상 도망치지 않겠다며 순순히 체포된다.
브라이언이 브라가 작전의 공을 들어 선처를 요구했음에도 불구 도미닉은 25년형을 선고받는다. 도미닉이 죄수 호송 버스에 타고 롬팍 교도소로 이송될 때, 브라이언과 미아가 도미닉의 동료들을 데리고 버스를 습격해 도미닉을 탈출시킨다.

## 출연
- 빈 디젤 - 도미닉 토레토
- 폴 워커 - 브라이언 오코너
- 미셸 로드리게즈 - 레티 오티즈
- 조대나 브루스터 - 미아 토레토
- 존 오티즈 - 라몬 캄포스
- 갈 가도트 - 지젤 야샤
- 라즈 알론소 - 피닉스 칼데론
- 쉐어 위햄 - 마이클 스태지액
- 리자 라피라 - 소피 트린
- 잭 콘리 - 페닝
- 론 유안 - 데이비드 박
- 그레그 사이프스 - 드와이트 뮬러
- 닐 브라운 주니어 - 말리크 에르손
- 브랜던 T. 잭슨 - 알렉스
- 성 강 - 한
- 테고 칼데론 - 레오
- 돈 오마르 - 산토스

## 한국어 더빙 성우진(KBS)
- 원호섭 - 돔(빈 디젤)
- 양석정 - 브라이언(폴 워커)
- 김병관 - 페닝(잭 콘리)
- 은영선 - 미아(조다나 브루스터)
- 최정호 - 캄포스(존 오티즈)
- 이선 - 지젤(갤 가돗) / 레티(미셀 로드리게즈)
- 전인배 - 스타지악(셰아 위그햄)
- 유해무 - 판사(루 베티 주니어)
- 배영규 - 한(성 강)
- 심승한 - 피닉스(라즈 알론소)
- 이미연 - 트린(리자 라피라)
- 김두용 - 버질(조 허슬리)
- 탁원정 - 테고(테고 칼데론)

## 스태프
- 감독 - 저스틴 린
- 각본 - 크리스 모건
- 캐릭터 원안 - 게리 스콧 톰프슨
- 촬영 - 아미르 모크리
- 미술 - 아이다 랜덤
- 편집 - 크리스천 와그너, 프레드 래스킨
- 음악 - 브라이언 타일러

### KBS판 스태프 (2015년 2월 21일)
- 책임프로듀서 - 심광흠
- 번역 - 최성연
- 녹음 - 안호성
- 제작편집 - 황인규
- CG - 권미정
- 연출 - 김웅종
- 기획 - KBS 한국방송
- 우리말제작 - KBS 미디어

### EBS판 스태프 (2023년 1월 21일)
- 프로듀서 - 권혁미
- 번역 - 차진영
- 감수 - 김동수
- CG - 조운경
- 편집 - 김정수
- 우리말 연출 - 강민화
- 기획 - EBS
- 우리말 제작 - 벼리기획